# Laugavegur

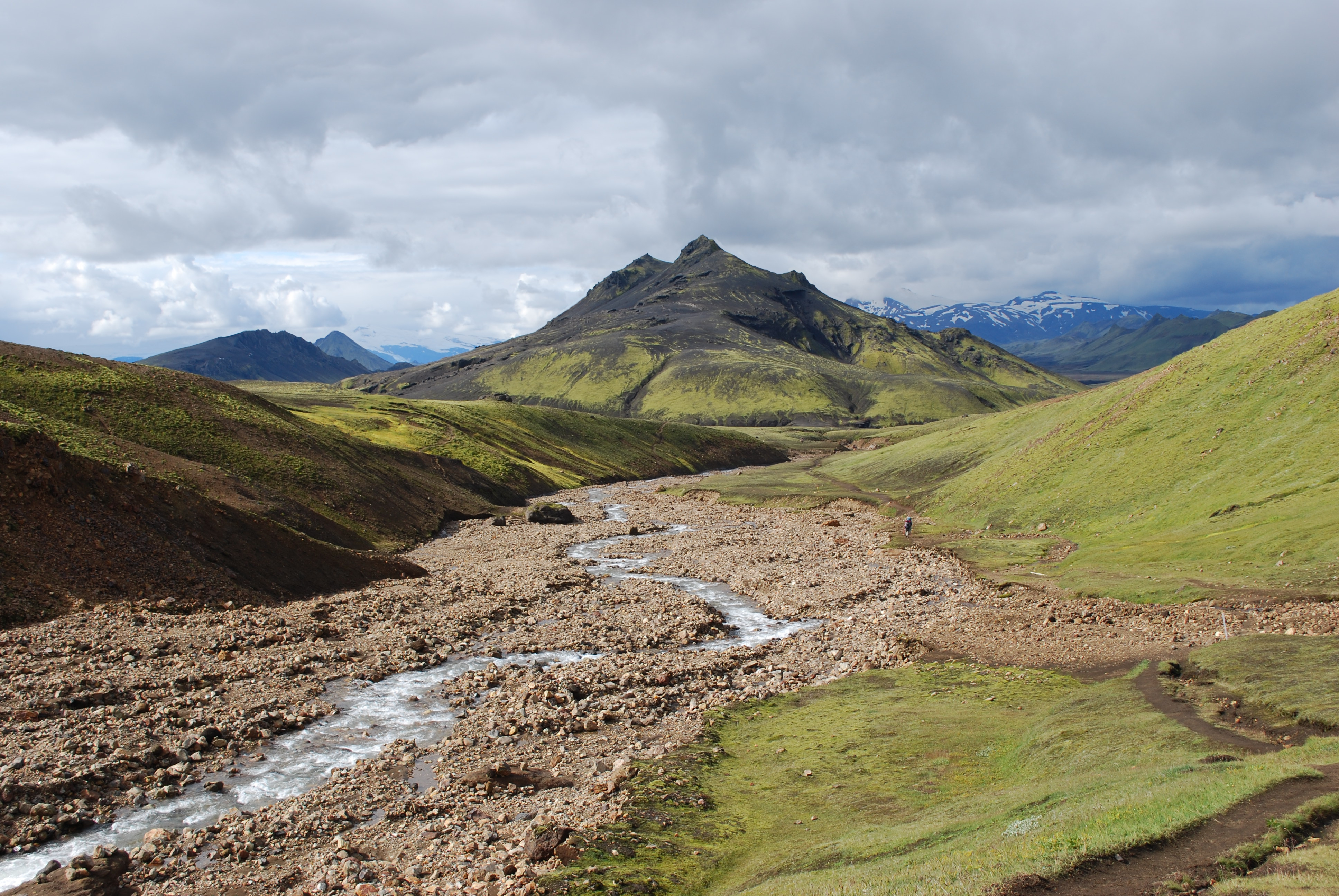
Panorama lungo il percorso

Il Laugavegur (tradotto dall'islandese: il sentiero delle sorgenti calde) è un popolare sentiero di trekking dell'Islanda sud-occidentale, lungo circa 55 chilometri e attrezzato con cinque rifugi.

## Percorso
Parte dalle sorgenti calde di Landmannalaugar e giunge alla valle glaciale di Þórsmörk, attraversando un'ampia varietà di paesaggi. Il sentiero viene normalmente completato nell'arco di 2-4 giorni, fermandosi presso i rifugi intermedi di Hraftinnusker, Álftavatn e Botnar i Emstrum.
- Prima tappa: Landmannalaugar - Hrafntinnusker (circa 3 ore)

Si parte salendo di quota e risalendo la colata lavica ai cui piedi sorge il rifugio.
- Seconda tappa: Hrafntinnusker - Álftavatn (circa 4 ore)

Si attraversa la grande conca ricoperta di pietra lavica nera sul cui margine sorge il rifugio; completato l'attraversamento si scende fino alle sponde del lago di Álftavatn.
- Terza tappa: Álftavatn - Botnar i Emstrum (circa 3 ore)
- Quarta tappa: Botnar i Emstrum - Þórsmörk (circa 6 ore)

La più impegnativa, consiste nel ridiscendere la valle fino a Þórsmörk. Si rende inoltre necessario guadare il fiume Þrónga.
Il percorso non è alpinisticamente impegnativo, tuttavia può essere reso difficile da condizioni meteorologiche avverse. Le autorità locali consigliano di percorrere il sentiero solo durante il periodo estivo di apertura dei rifugi. I rifugi sono aperti dall'ultima settimana di giugno alla prima di settembre e offrono una sistemazione essenziale (branda e uso di cucina e bagni) per la quale è necessaria la prenotazione presso gli uffici della Ferðafélag Íslands.
Ogni mese di luglio il sentiero è sede di una gara di corsa montana, l'Ultramarathon.
Giunti a Þórsmörk il percorso può essere ulteriormente esteso per altri 25 chilometri fino alla località di Skógar, sostando presso il rifugio di Fimmvörðuháls.
Durante la stagione estiva Landmannalaugar, Þórsmörk e Skógar sono collegate a Reykjavík da un servizio di autobus.

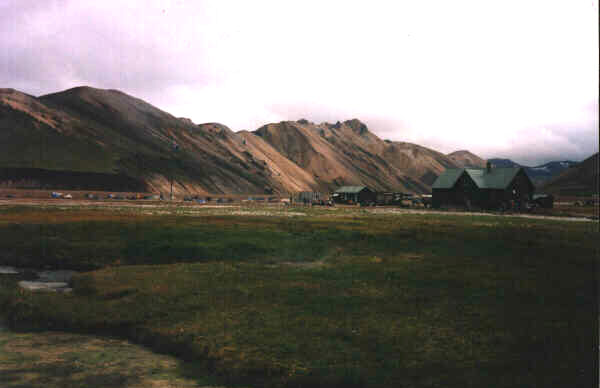
Landmannalaugar
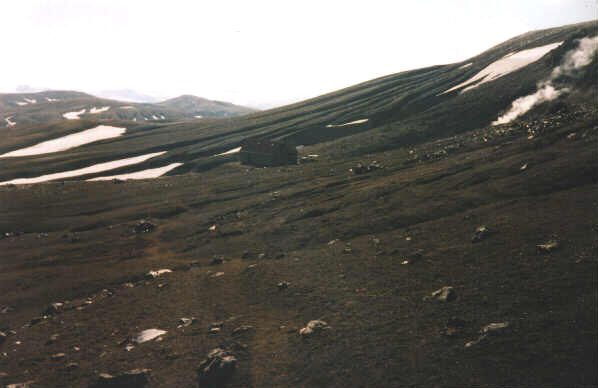
Hrafntinnusker
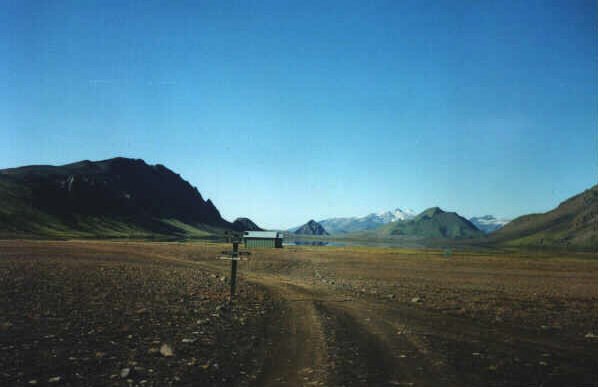
Álftavatn
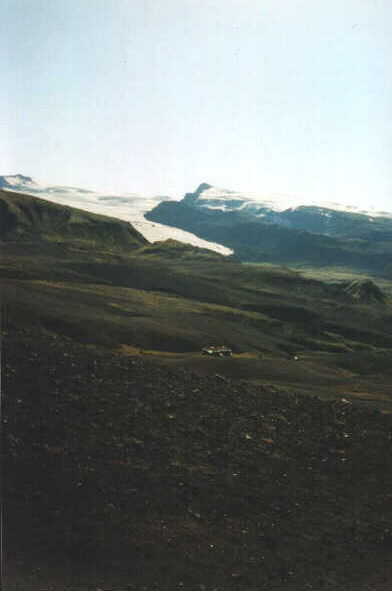
Botnar i Emstrum
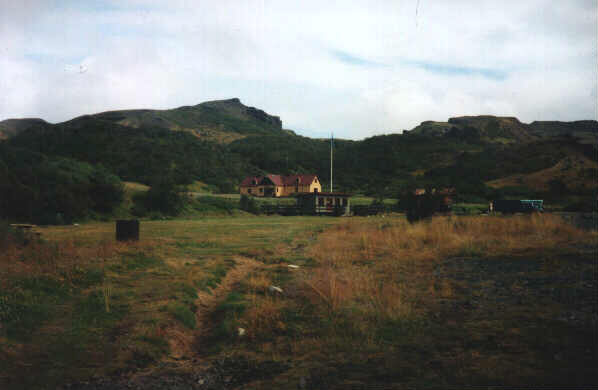
Þórsmörk